# FK Haugesund
Fotballklubben Haugesund este un club de fotbal norvegian din Haugesund, Norvegia. Clubul a fost fondat pe 28 octombrie 1993 prin fuziunea a două cluburi: Djerv 1919 și SK Haugar.

## Evoluții
| Sezon |                      | Poz. | M  | V  | R  | Î  | GM | GP | P  | Cupă               | Note                                                                                            |
| ----- | -------------------- | ---- | -- | -- | -- | -- | -- | -- | -- | ------------------ | ----------------------------------------------------------------------------------------------- |
| 2000  | Tippeligaen          | ↓ 14 | 26 | 5  | 4  | 17 | 33 | 62 | 19 |                    | Retrogradare în 1. Divisjon                                                                     |
| 2001  | 1. Divisjon          | 4    | 30 | 18 | 6  | 6  | 76 | 44 | 56 | Runda a 2-a        |                                                                                                 |
| 2002  | 1. Divisjon          | 9    | 30 | 11 | 7  | 12 | 46 | 59 | 40 | Runda a 3-a        |                                                                                                 |
| 2003  | 1. Divisjon          | 6    | 30 | 13 | 10 | 7  | 53 | 42 | 49 | Sferturi de finală |                                                                                                 |
| 2004  | 1. Divisjon          | ↓ 14 | 30 | 11 | 4  | 15 | 44 | 59 | 37 | Runda a 4-a        | Retrogradare în 2. Divisjon                                                                     |
| 2005  | 2. Divisjon, group 3 | 2    | 26 | 14 | 9  | 3  | 65 | 31 | 51 | Runda a 2-a        | Promovare în 1. Divisjon, ca câștigător al grupei, Viking 2 a fost ineligibilă pentru promovare |
| 2006  | 1. Divisjon          | 9    | 30 | 11 | 5  | 14 | 40 | 37 | 38 | Runda a 3-a        |                                                                                                 |
| 2007  | 1. Divisjon          | 8    | 30 | 10 | 9  | 11 | 49 | 52 | 39 | Finală             |                                                                                                 |
| 2008  | 1. Divisjon          | 7    | 30 | 11 | 9  | 10 | 48 | 47 | 42 | Runda a 4-a        |                                                                                                 |
| 2009  | 1. Divisjon          | 1    | 30 | 18 | 4  | 8  | 67 | 37 | 58 | Runda a 3-a        | Promovare în Tippeligaen                                                                        |
| 2010  | Tippeligaen          | 6    | 30 | 12 | 9  | 9  | 51 | 39 | 45 | Runda a 4-a        |                                                                                                 |
| 2011  | Tippeligaen          | 6    | 30 | 14 | 5  | 11 | 55 | 43 | 47 | Runda a 4-a        |                                                                                                 |
| 2012  | Tippeligaen          | 7    | 30 | 11 | 9  | 10 | 46 | 40 | 42 | Sferturi de finală |                                                                                                 |
| 2013  | Tippeligaen          | 3    | 30 | 15 | 6  | 9  | 41 | 39 | 51 | Semifinale         |                                                                                                 |

## Evoluții în Europa
| Sezon   | Competiția         | Runda | Club | Acasă | Deplasare | Scor general |
| ------- | ------------------ | ----- | ---- | ----- | --------- | ------------ |
| 2014–15 | UEFA Europa League | 1Q    |      |       |           |              |

## Stafful tehnic
| Antrenor            | Jostein Grindhaug   |
| Antrenor secund     | Eirik Horneland     |
| Antrenor de portari | Kjell Inge Bråtveit |
| Preparator fizic    | Kjell Sture Jensen  |

## Conducere
| Președinte | Leiv Helge Kaldheim |
| Director   | Asbjørn Helgeland   |

## Antrenori
- Conny Karlsson (1997–98)
- Age Steen (1999–Aug 00)
- Kjell Inge Bråtveit (2000–02)
- Rune Skarsfjord (2006–08)
- Jostein Grindhaug (2009–)